# 藤状火把花
藤状火把花（学名：Colquhounia seguinii）为唇形科火把花属下的一个种。

## 扩展阅读
- 維基物種上的相關：藤状火把花